# Барбак Оксана Петрівна
Окса́на Петрі́вна Барба́к (нар. 29 вересня 1984 м. Вінниця, Вінницька область) — українська поетеса. Членкиня Національної спілки письменників України (2017).

## Життєпис
Народилась 29 вересня 1984 року у м. Вінниці. Закінчила вінницьку школу № 31. Випускниця Вінницького національного технічного університету (2006). Працює в сфері інформаційних технологій у Вінниці. Одружена, має доньку.

## Творчість
Вихованка літературної студії «Мережка». Путівку у літературу надали Тетяна Яковенко, Леонід Пастушенко, Михайло Стрельбицький.

Авторка двох книг поезій:
- Я — протиотрута твоя: поезії. — Вінниця: Універсум-Вінниця, 2006. — 108 с. — ISBN 966-641-172-5;
- П'ятиповерхівка: поезії. — Вінниця: Вінницька газета, 2014. — 128 с. — ISBN 978-966-2257-48-9.[2]

Друкується у періодиці та колективних збірках. Дипломантка Міжнародного щорічного конкурсу кращих творів молодих українських літераторів «Гранослов-2000», лауреатка Всеукраїнського конкурсу «Любіть Україну» та ін.

3 березня 2017 року прийнята до НСПУ.